# Michele Crisostomo
Michele Crisostomo (Tricase, 1972) è un avvocato italiano, Presidente del Consiglio di Amministrazione di Enel dal 2020 al 2023.

## Biografia
Laureatosi a pieni voti in Giurisprudenza presso l’Università di Bari nel 1994, Michele Crisostomo ottiene nel 1997 l’abilitazione alla professione di avvocato. Già nel 1995 era entrato a far parte dello studio legale Clifford Chance, avviando il suo percorso nel settore. Nel 1997 passa in Consob, dove opera per un anno all’interno della Divisione Intermediari. Rientrato presso Clifford Chance, dividendosi tra le sedi di Milano e di Londra, arriva a diventare partner dello studio nel 2003. Nel 2009 fonda lo studio legale RCC, ora Cappelli RCCD, che ha sedi a Milano, Roma e Londra e di cui è attualmente ancora partner Si specializza, in questi anni, nell’assistenza a banche, imprese di assicurazioni e altri intermediari finanziari, italiani ed esteri, in relazione a operazioni sul mercato dei capitali. Si occupa, inoltre, di iniziative di rafforzamento patrimoniale, incluse le emissioni di strumenti ibridi e subordinati, della disciplina degli abusi di mercato, di trasparenza degli assetti proprietari e di corporate governance delle società quotate. Tra il 2017 e il 2018 Michele Crisostomo ricopre la carica di Consigliere di Amministrazione di Ansaldo STS. Dal maggio 2020 è Presidente del Consiglio di Amministrazione di Enel, dove ricopre anche il ruolo di Presidente del Comitato per la Corporate Governance e la Sostenibilità, nonché di Presidente di Enel Cuore Onlus. Nell’ottobre del 2020 entra a far parte della Community of Chairpersons del World Economic Forum. Da dicembre 2020 è componente del Comitato italiano per la corporate governance. A maggio 2021 è stato nominato componente del Comitato degli Operatori di Mercato e degli Investitori (COMI) istituito presso la Consob. Da dicembre 2020 a ottobre 2021 Michele Crisostomo ha operato in qualità di Co-Chair della Task Force ‘Integrity & Compliance’ del B20 Italia 2021, entrando a far parte dal dicembre 2021 della Task Force ‘Finance and Infrastructure” del B20 Indonesia 2022. Autore di alcune pubblicazioni, nel corso della sua carriera ha svolto funzioni di relatore a convegni in materia bancaria e finanziaria.
Nel maggio 2023 viene succeduto nella carica di Presidente del consiglio di amministrazione di Enel da Paolo Scaroni.

## Vita privata
Figlio dell’avvocato Giovanni Crisostomo e di Erminia Santacroce, che è stata docente di chimica, biologia e geografia astronomica. Padre di Livia e Giovanni.

## Riconoscimenti
Michele Crisostomo è stato insignito del titolo di professionista dell’anno Capital Markets dei Top Legal Awards nel 2008 e nel 2010. Fa parte della TopLegal Industry Awards Etica e integrated governance di Milano, la lista dei 50 «Avvocati d’affari leader di domani». È stato, inoltre, riconosciuto come esperto nelle sue materie di competenza dalle principali riviste internazionali relative ai servizi legali: Band 1 per Chambers&Partners, Highly regarded per IFLR1000 e Hall of Fame per Legal500.